# Rene Mihelič
Rene Mihelič (ur. 5 lipca 1988 w Mariborze, Słowenia) – słoweński piłkarz występujący na pozycji pomocnika.

## Kariera piłkarska

### Kariera klubowa
Wychowanek NK Maribor, w barwach którego w 2004 roku rozpoczął karierę piłkarską. Latem 2010 przeszedł do Nacionalu Funchal. 8 lutego 2013 został wypożyczony do Lewskiego Sofia. W październiku 2013 powrócił do Słowenii, gdzie zasilił skład NK Zavrč.

### Kariera reprezentacyjna
Występował w młodzieżowej reprezentacji Słowenii. W 2007 debiutował w narodowej reprezentacji. Pomimo młodego wieku jest podstawowym zawodnikiem słoweńskiej ekipy. Jego wizytówką są dokładne prostopadłe podania oraz nienaganna technika.

## Sukcesy i odznaczenia

### Sukcesy klubowe
- mistrz Słowenii: 2009
- wicemistrz Słowenii: 2010
- wicemistrz Bułgarii: 2009
- zdobywca Pucharu Intertoto UEFA: 2006
- zdobywca Superpucharu Słowenii: 2009
- zdobywca Pucharu Słowenii: 2010
- finalista Pucharu Bułgarii: 2013